# جيمي هودج
جيمي هودج (بالإنجليزية: James Hodge)‏ (5 يوليو 1891 في المملكة المتحدة - 2 سبتمبر 1970 في المملكة المتحدة) هو لاعب كرة قدم بريطاني (وحمل سابقاً جنسية المملكة المتحدة لبريطانيا العظمى وأيرلندا) في مركز الدفاع. لعب مع مانشستر يونايتد ونادي ساوثيند يونايتد ونادي ميلوول ونورويتش سيتي ونادي ستنهاوسموير.